# Église Saint-Pierre de Saint-Pierre-du-Mont (Calvados)
L'église Saint-Pierre de Saint-Pierre-du-Mont est une église catholique située à Saint-Pierre-du-Mont (Calvados), en France. 

## Localisation
L'église est située dans le département français du Calvados, sur la commune de Saint-Pierre-du-Mont.

## Historique
L'église est construite à partir du XIIe.
Arcisse de Caumont date le chœur du XIIIe. La nef est romane et le même la date de la fin du XIe. 
Le même auteur date la porte située sur la face ouest du XIVe ou du XVe. La nef est considérée comme moderne. 
L'église est inscrite au titre des monuments historiques le 30 mai 1953.
Le seigneur avait le patronage de la cure. Arcisse de Caumont souligne que la paroisse a été rattachée à Cricqueville.

## Architecture
Les murs de la nef possèdent un appareillage en opus spicatum, de petites ouvertures et de beaux modillons. Le côté sud de la nef possède une porte en plein cintre. 